# Angus MacLise
Angus MacLise, rodným jménem Angus William MacLise, (4. března 1938 Bridgeport, Connecticut, USA – 21. června 1979 Káthmándú, Nepál) byl americký hudebník, básník, herec, novinář, učitel a kaligraf. V roce 1965 spoluzaložil hudební skupinu The Velvet Underground, ze které však odešel ještě dříve, než stačila nahrát jakékoliv nahrávky a předtím, než se jejím manažerem stal Andy Warhol. Před svým působením v The Velvet Underground hrál v uskupení kolem La Monte Younga, kde se seznámil s Johnem Calem, který později také hrál s Velvet Underground. Spolu s dalšími avantgardními hudebníky pořídil řadu nahrávek, které po více než čtyřiceti letech vyšly na několika albech. Mimo svou hudební činnost vydal několik sbírek básní, nahrával hudbu k filmům a v některých undergroundových filmech i hrál.

## Počátky (1938–1964)
Narodil se 4. března 1938 v Bridgeportu v americkém státě Connecticut. Jeho otec pracoval jako obchodník s knihami. V letech 1945–1951 studoval na Dolmetschově hudební škole v anglickém městě Haslemere, kde se učil o středověké evropské taneční hudbě. Později studoval jazzovou hru na bicí a jiné perkusní nástroje. V polovině padesátých let chodil na střední školu ve Forest Hills v Queensu, kde se seznámil s pozdějším režisérem a básníkem Pierem Heliczerem, krátce se rovněž učil geologii na newyorské universitě. V roce 1958 se spolu s Heliczerem přestěhoval do Paříže, kde společně založili nakladatelství Dead Language Press. To brzy vydalo MacLiseovu první sbírku básní nazvanou Imprimatur 1281. V následujícím roce pak vyšla jeho další sbírka Straight Farthest Blood Forward. V roce 1961 bylo publikováno další MacLiseovo literární dílo nazvané Year, ve kterém je ke každému dni z roku připsáno nové jméno.
Jeho básně byly založené na volných asociacích, což se zalíbilo La Monte Youngovi. Později, když se Young potkal s MacLisem, začali hudebně spolupracovat. MacLise, Young a jeho manželka Marian Zazeelaová spolu hráli přibližně tři roky takto v triu. Nebylo to však jediné hudební uskupení, kde MacLise tou dobou působil. Spolu s Youngem rovněž hrál v jiné bezejmenné skupině, kde mimo ně dva hrál na kytaru ještě Billy Linich. Dále jako člen Youngovy skupiny spolupracoval s avantgardními hudebníky (např. Tonym Conradem, Jackem Smithem, Johnem Calem, Terrym Jenningsem a dalšími). V roce 1964 se spolu s Youngem, Zazeelaovou a Smithem objevil v Heliczerově filmu Soap Opera. Young o MacLiseovi později řekl, že byl jedním z nejlepších bubeníků a básníků všech dob.

## The Velvet Underground (1964–1965)
V dubnu 1965 MacLise ještě s Johnem Calem a Sterlingem Morrisonem vytvořil hudební doprovod k Heliczerově multimediálnímu představení nazvanému Launching the Dream Weapon. V následujících měsících v této sestavě bezejmenná skupina doprovázela ještě několik dalších Heliczerových akcí. Někdy s nimi hrál i Lou Reed, občas hrál Heliczer na saxofon.
V červenci skupina v bytě na Ludlow Street na Manhattanu nahrála několik demosnímků, ale jelikož MacLise nerad cokoliv plánoval, na těchto nahrávkách se nepodílel. V srpnu téhož roku MacLise společně s Walterem De Mariou připravili hudební doprovod k další multimediální akci, při kterých byl promítán Smithův film Normal Love. V roce 1965 Cale, MacLise, Smith a další rovněž hráli v Heliczerově filmu Satisfaction. V prosinci 1965, kdy si skupina již říkala The Velvet Underground, jí její manažer Al Aronowitz zajistil první placený koncert. Když však MacLise zjistil, že by za koncert měl dostat zaplaceno, odešel z kapely. V kapele jej nahradila Maureen Tuckerová.

## Pozdější kariéra (1965–1979)

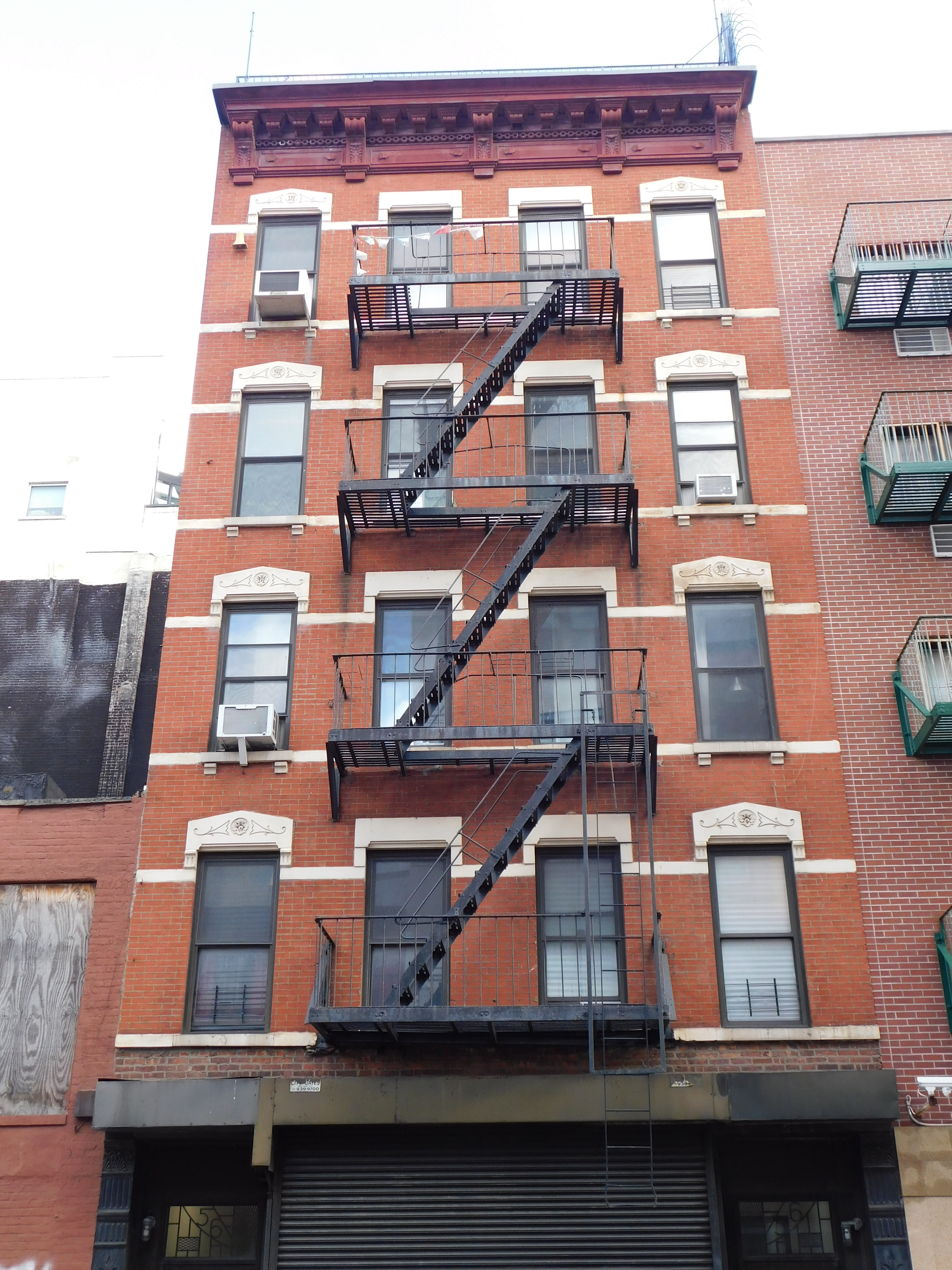
Dům v ulici Ludlow Street, č. p. 56.

Na přelomu června a července 1966 se krátce ke skupině opět vrátil jako bubeník, protože frontman Lou Reed byl nemocný. Bubenice Maureen Tuckerová se tedy ujala baskytary a občas hrála na kytaru, Morrison střídal kytaru a baskytarou a Cale violu s baskytarou a zpíval. Po Reedově návratu již se skupinou nespolupracoval. Občas nahrál různé avantgardní nahrávky a krátce byl členem skupiny Berkshire Trance Orchestra. Později se přestěhoval k Sanfranciskému zálivu, kde příležitostně vystupoval s uskupením Floating Lotus Magic Orchestra Company vedeném básníkem Danielem Abdal-Hayy Moorem. V roce 1967 vydal svou čtvrtou sbírku básní nazvanou Writ. Tato sbírka měla osm stránek. V následujícím roce pak vyšla jeho sbírka The Inner Pages obsahující mimo poezii i různé kaligrafické prvky.
V březnu 1968 se oženil s Hetty McGeeovou. Oddal je popularizátor LSD a spisovatel Timothy Leary v Golden Gate Parku. Nedlouho poté se spolu přestěhovali zpět do New Yorku. Roku 1968 složil hudbu pro film The Invasion of Thunderbolt Pagoda režiséra Ira Cohena a rovněž si v něm zahrál. V následujícím období se MacLise účastnil mnoha multimediálních představení; v dubnu 1970 v kostele svatého Marka v New Yorku nahrál skladbu „Organ & Drum“, ve které hrál na bubínek a jeho manželka jej doprovodila na varhany. Ve stejném obsazení byla nahrána i skladba „Epiphany“ a u příležitosti devátého čísla časopisu Aspen vyšla 7" deska The Joyous Lake obsahující úryvek ze soundtracku k filmu The Invasion of Thunderbolt Pagoda.
Počátkem sedmdesátých let MacLise s manželkou odcestovali do Britské Kolumbie v Kanadě a následně procestovali Asii až se usadili v Nepálu. Od roku 1974 žil v Káthmándú, kde 21. června 1979 v nemocnici Shanta Bhawan zemřel. Příčinou smrti byla buď hypoglykemie nebo podvýživa. Podle tibetské buddhistické tradice byl zpopelněn. Vedle manželky ho přežil i syn Ossian, který ještě před otcovou smrtí byl ve věku 4 let dán na výchovu do buddhistického kláštera, kde byl o pár let později označen za prvního tulkua (převtěleného duchovního vůdce) ze Západu. V roce 1990 o něm byl natočen dokumentární film Ossian: American Boy / Tibetan Monk.

## Diskografie
- The Invasion of Thunderbolt Pagoda (1999)
- Brain Damage in Oklahoma City (2000)
- Day of Niagara (2000)
- Stainless Gamelan (2002)
- Dream Interpretation (2002)
- The Cloud Doctrine (2003)
- Astral Collapse (2003)[27]
- Counter Culture Chronicles (2006)
- Dreamweapon I (2011)
- Dreamweapon II (2011)
- Dreamweapon III (2011)
- Dreamweapon IV (2011)
- New York Electronic, 1965 (2014)[28]